# Stockholms city
För andra betydelser, se Stockholm city (olika betydelser).

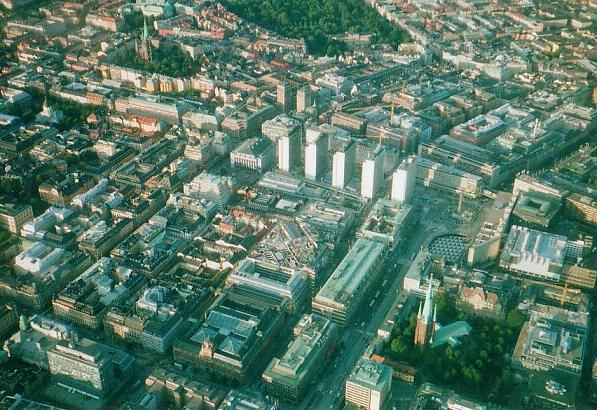
Flygbild över city, 2001. I bildens mitt syns de vita Hötorgsskraporna med Konserthuset och Hötorget till vänster. Längs bildens kant, från nedre högra hörnet moturs, syns Klara kyrka, Sergels torg med Kulturhuset, Stureplan, Humlegården, Johannes kyrka och Adolf Fredriks kyrka.

Stockholms city är de mest centrala delarna av Stockholms innerstad inom stadsdelen Norrmalm. Området är inte formellt fastställt men ofta används begreppet nedre Norrmalm som liktydigt med Stockholms city. Det är ett område som innefattar de f.d. församlingarna Klara och Jakob. I de olika cityplanerna, som City 62 är även vissa delar av Östermalm (söder om Humlegårdsgatan och väster om Sibyllegatan medtagna) i Cityområdet.
Byggnaderna i dagens Stockholms city är till stor del resultatet av Norrmalmsregleringen, 1950- och 1960-talens stora omdaning och modernisering av Norrmalms södra del, som också kallas Nedre Norrmalm och inkluderar även Klarakvarteren.
Hela stadsdelen Norrmalm, som är större än det område som ofta räknas som Stockholms city, hade år 2024 totalt 8 643 invånare (f.d. församlingarna Jakob och Klara samt församlingsdelarna södra Adolf Fredrik och södra Johannes) medan citykärnan - Stockholm city -  bestående av f.d. församlingarna Jakob och Klara år 2024 hade 2 147 invånare. Även om få bor i Stockholms city har över 100 000 sin arbetsplats där.  

## Namnet

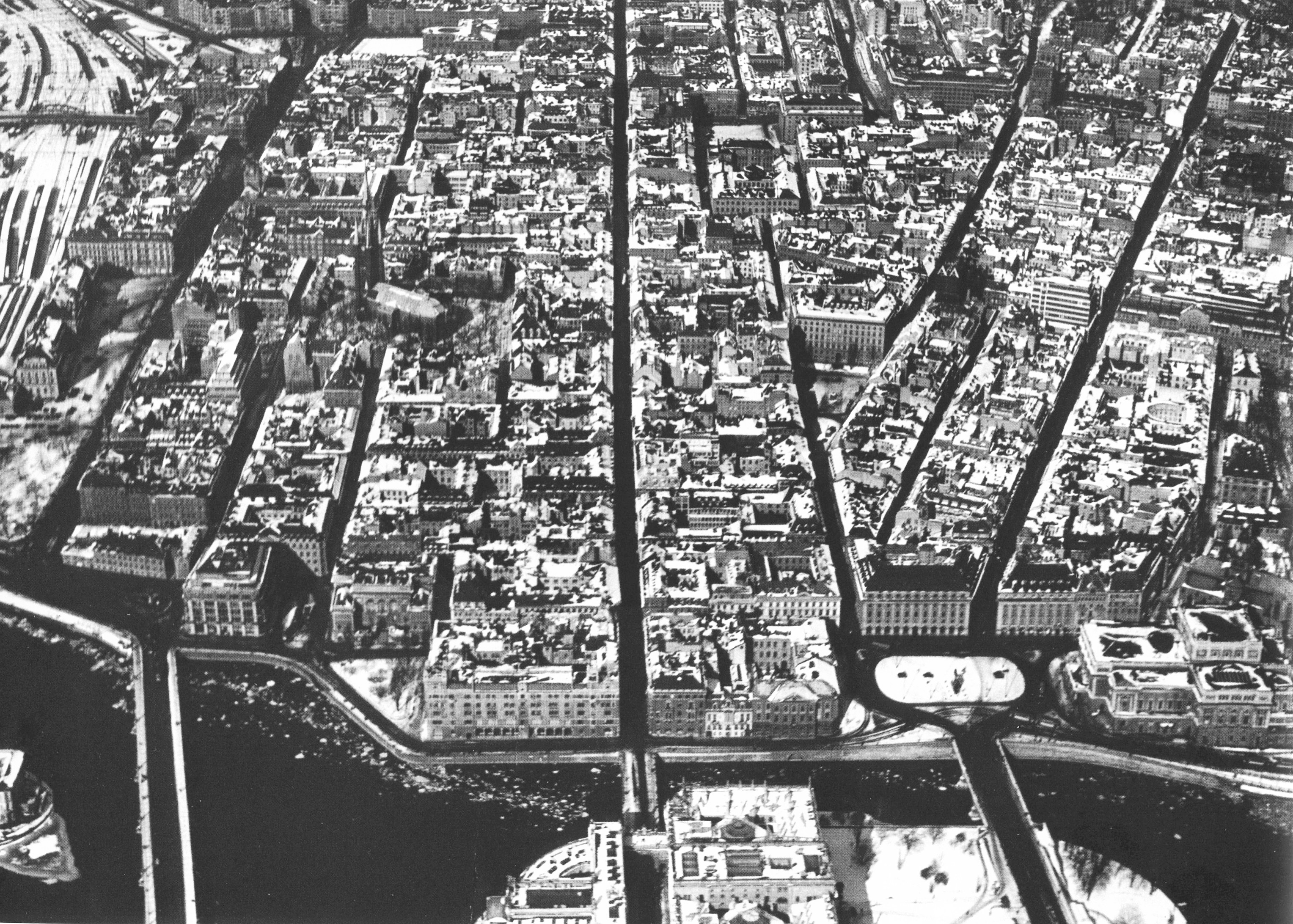
Södra delen av Norrmalm 1930, innan Norrmalmsregleringen. Gatan i mitten är Drottninggatan.

Inspiration till uttrycket city för stadens centrum har kommit från City of London, där stadens gamla centrum utgör en egen kommunal enhet, en stad (engelska: city), City of London, inom den större enheten Greater London, och dessutom utgör centrum för Londons affärskvarter. Ordet city betyder (en hel) stad på engelska. Stockholms stad kallar sig följaktligen City of Stockholm på engelska.

## Historia
Som en följd av Norrmalmsregleringen byttes under efterkrigstiden en stor del av den gamla bebyggelsen i Klarakvarteren och Nedre Norrmalm successivt ut mot moderna byggnader. Husen som uppfördes under 1960- till 1980-talen var präglade av tidens framstegsoptimistiska stadsplaneideal och en vilja att manifestera det framgångsrika Sverige.[källa behövs] Många av husen var mycket påkostade, med dyra fasadmaterial som exempelvis PK-huset. Enligt Stadsmuseet är husen idag utsatta för ett stort förändringstryck.

## Kommunikationer
Området är välförsörjt med buss- och spårtrafik. Här finns järnvägsstationen Stockholms Centralstation, pendeltågsstationen Stockholm City, tunnelbanestationerna T-Centralen, Hötorget, Kungsträdgården och Östermalmstorg samt fyra hållplatser på Spårväg City.

## Byggnader och platser
Inom området finns ett flertal kända stockholmsbyggnader och platser som Sergels torg, Hötorgscity, Hötorgsskraporna, Kulturhuset, Gallerian, Stureplan och Norrmalmstorg.

### Bilder, urval

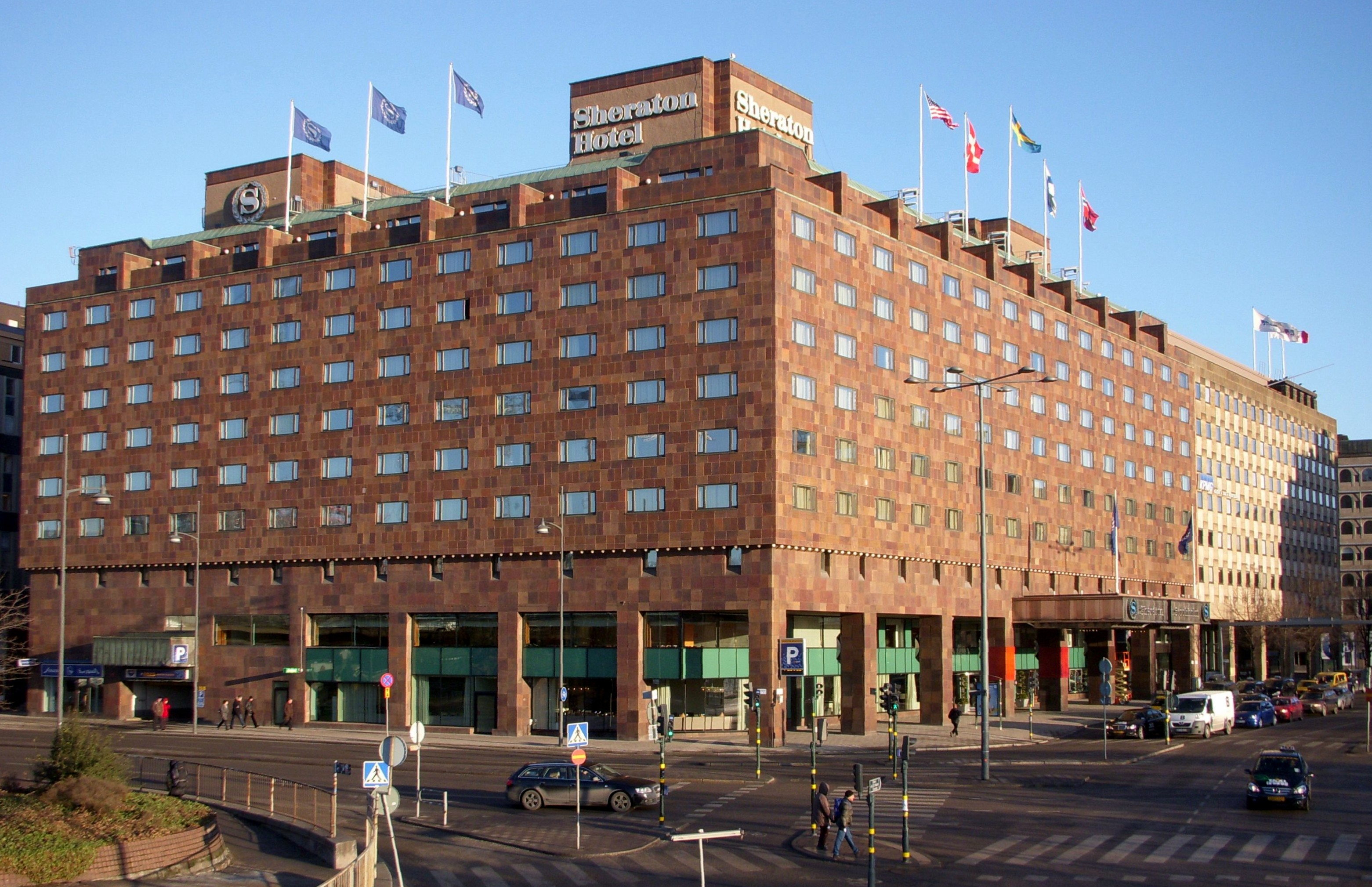
Sheraton Stockholm Hotel
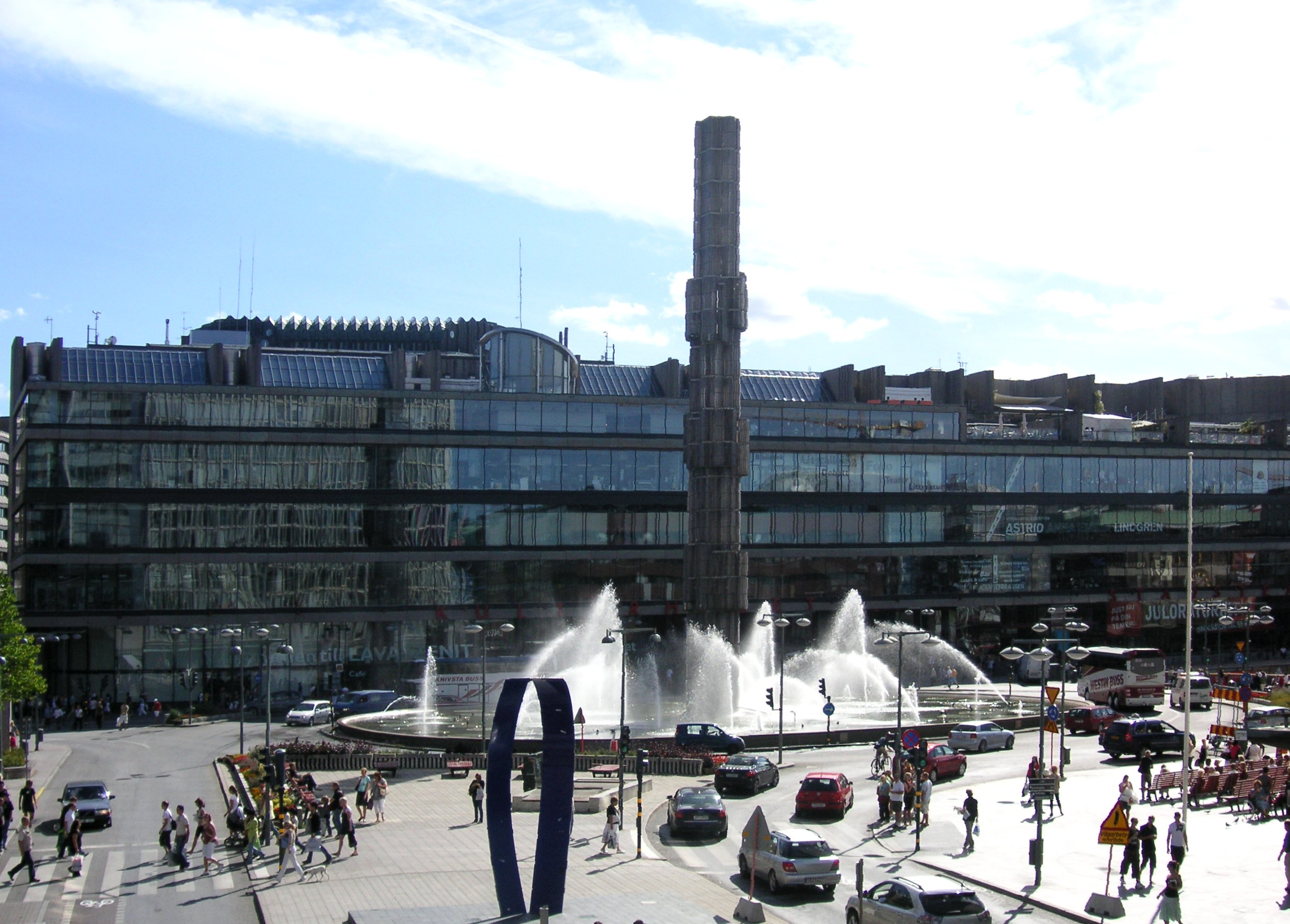
Kulturhuset
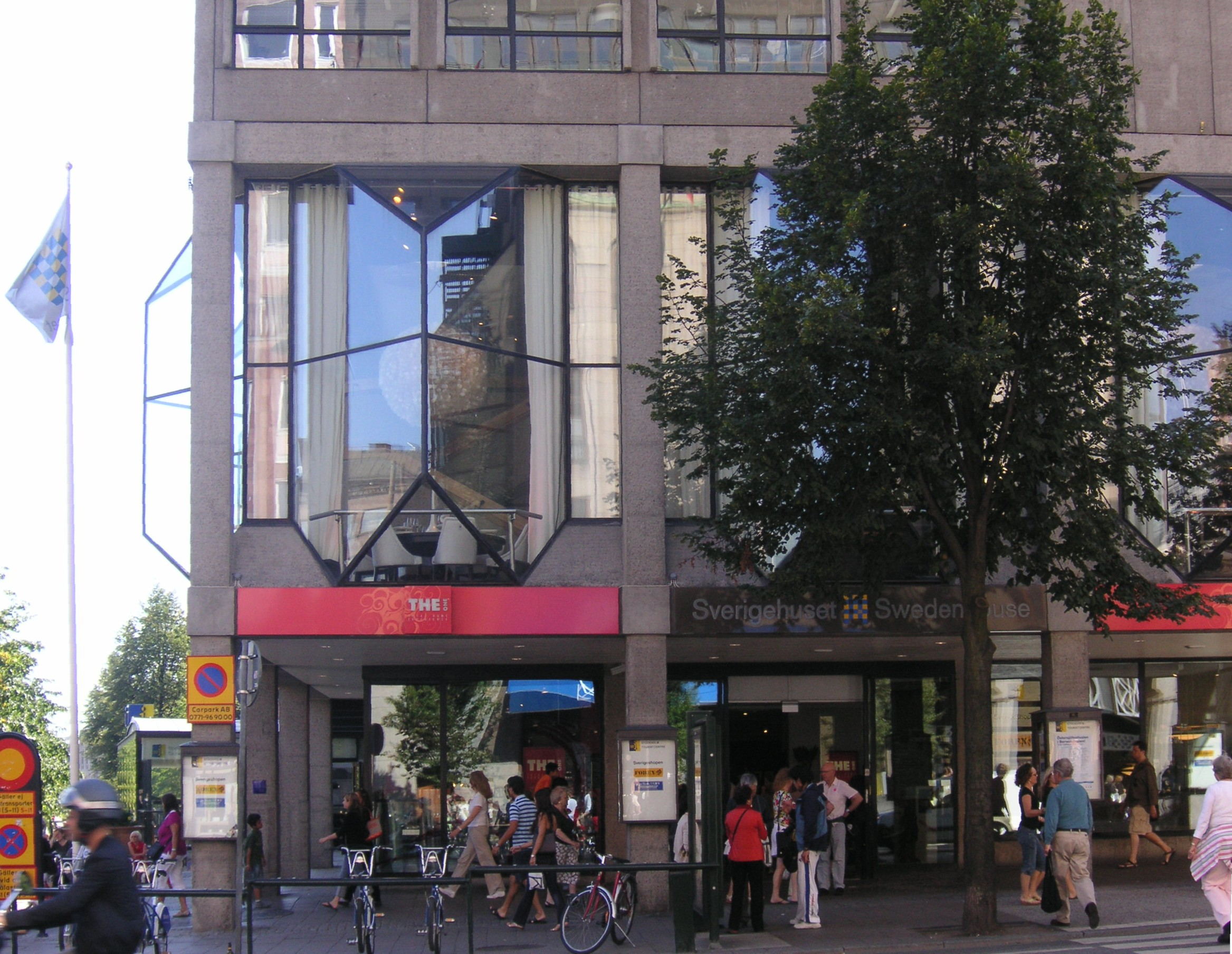
Sverigehuset
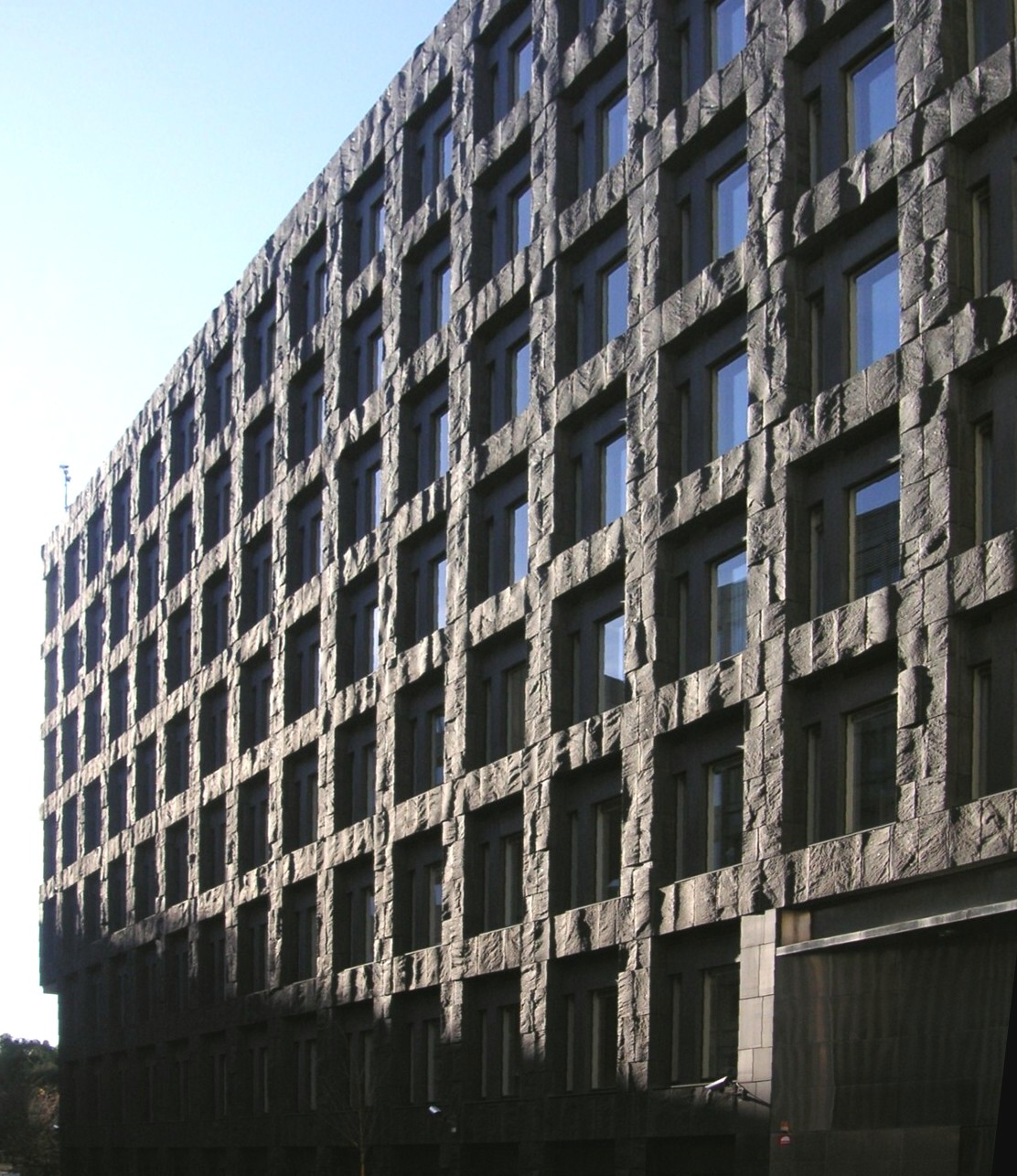
Riksbanken
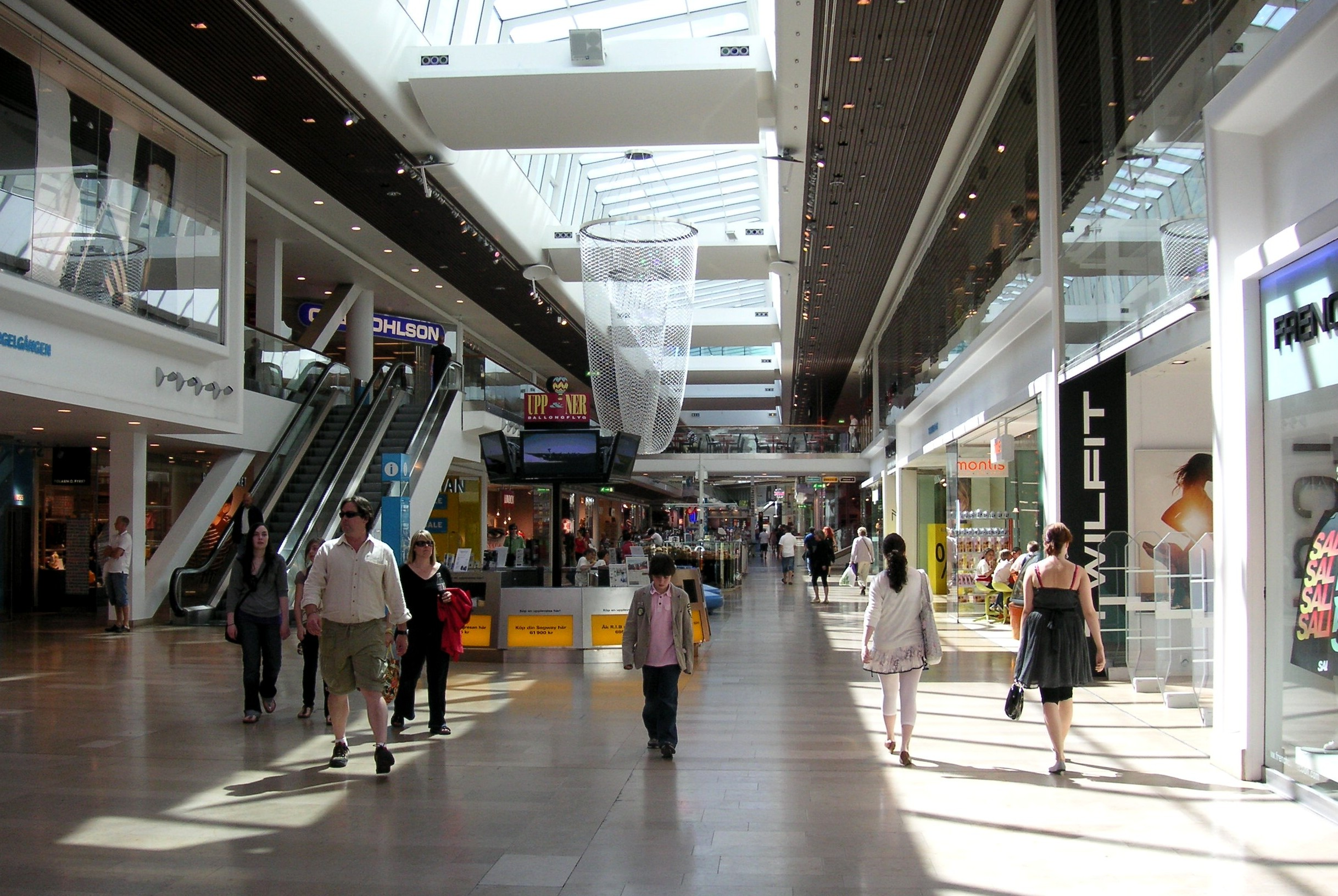
Gallerian

## Pågående projekt
Stockholm stad har sedan 1990-talet utvecklat cityområdet ”i syfte att skapa en mer levande och attraktiv stadsmiljö”. Områdets funktion – som arbets- och serviceplats samt offentligt rum för stadens invånare och besökare – ska stärkas. Nya bostäder är också ett viktigt led i skapandet av en mer levande stadskärna.

### Västra city

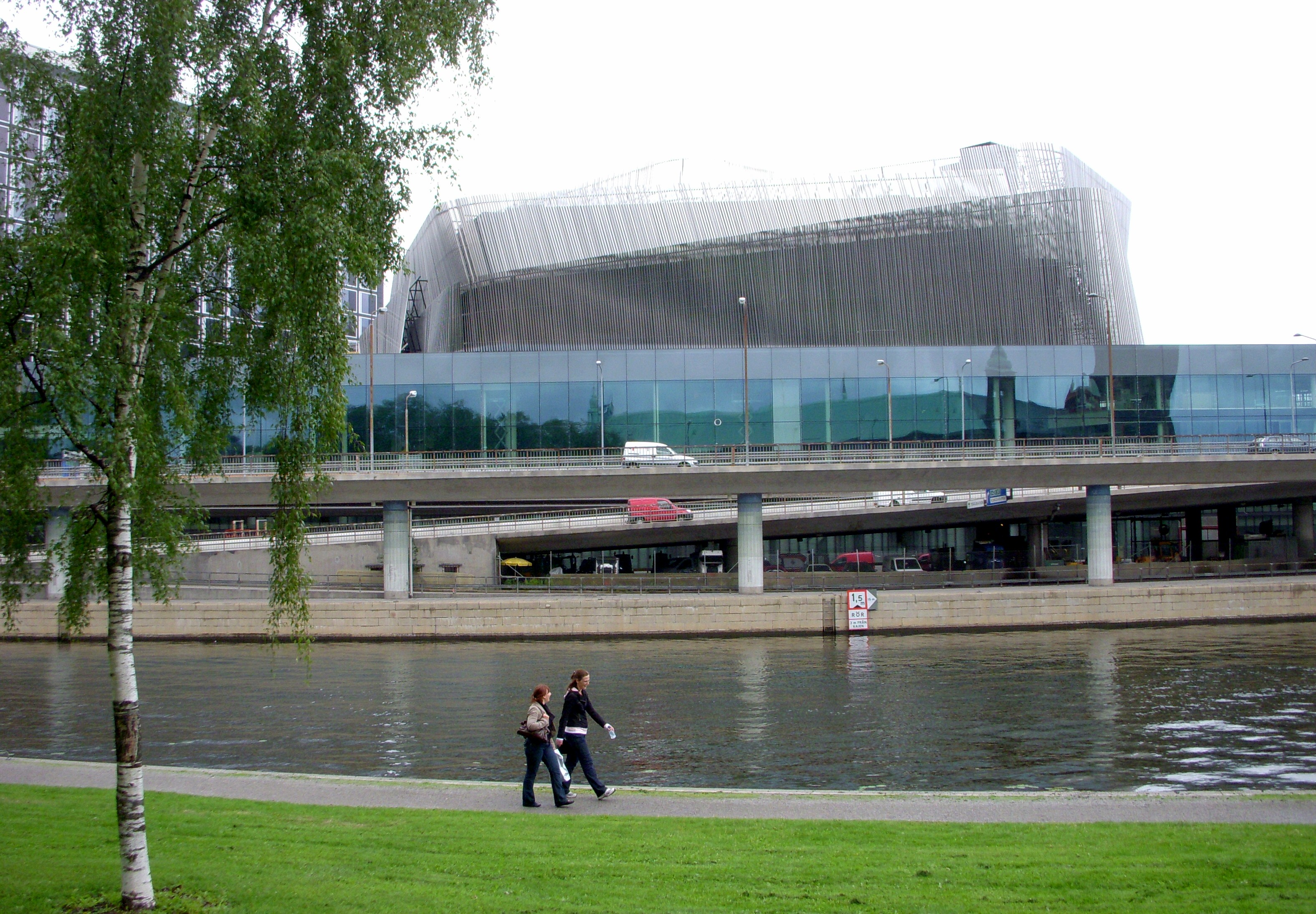
Stockholm Waterfront, fasad mot väst 2010.

Västra city är Stockholms stads benämning på en expansiv del av staden nära Stockholms Centralstation och Cityterminalen. Enligt Stockholms stadsbyggnadskontors definition begränsas området i norr av Olof Palmes gata med dess förlängning över järnvägsområdet, i öster av Vasagatan, i söder av Riddarfjärden samt i väster av Klara Sjö. Området omfattar det centrala bangårdsområdet med Centralstationen, kvarteren Klockan, Hasseln, Kortbyrån, Pennfäktaren, Terminalen, Tågordningen, Blekholmen, Bleket och Bangårdsposten med omgivande gator, platser och parker. På sikt ska hela spårområdet från Tegelbacken, utefter Klara sjö, till Karlberg däckas över och bebyggas med bostäder och kommersiella ytor med kontor, butiker och restauranger.
Stockholm fattade den 23 april 2009 beslutet om att påbörja planarbetet för den nya stadsdelen. Ännu år 2023 finns ingen lagakraftvunnen detaljplan. 